# FENCE OF DEFENSE VII RIDE
『FENCE OF DEFENSE VII RIDE』（フェンス・オブ・ディフェンス セブンス ライド）は、1992年4月22日にリリースされたFENCE OF DEFENSEの7thアルバム。

## 解説
テレビ東京系アニメ『横山光輝 三国志』第2期OP曲のシングル「DON'T LOOK BACK」と同時発売。同アニメ第1期OP「時の河」も先行シングルとしてスマッシュヒットとなり、このアルバムにも収録。「STANDING ALONE」は第2期ED曲であり、シングル「DON'T LOOK BACK」のC/Wにもなっている。また、西村は同アニメの音楽監督を務め、OSTも2枚発表している。
この作品で初めて3人でセッションしながら曲を作るということを試み、「I'M SO GLAD」、「VIOLET SONG」、「IN&OUT」が完成した。
なお本作から、3人での共同作曲のクレジットがバンド名でなく個人名の羅列となっている。

## 収録曲
| #         | タイトル            | 作詞             | 作曲                       | 編曲             | 時間  |
| --------- | ------------------- | ---------------- | -------------------------- | ---------------- | ----- |
| 1.        | 「DON'T LOOK BACK」 | RYO              | 西村麻聡                   | FENCE OF DEFENSE | 4:54  |
| 2.        | 「I'm so glad」     | K.INOJO          | 北島健二、西村麻聡、山田亘 | FENCE OF DEFENSE | 4:11  |
| 3.        | 「VIOLET SONG」     | K.INOJO          | 北島健二、西村麻聡、山田亘 | FENCE OF DEFENSE | 4:30  |
| 4.        | 「STANDING ALONE」  | 大塚純子         | 西村麻聡                   | FENCE OF DEFENSE | 5:08  |
| 5.        | 「RIDE」            |                  | 北島健二                   | 北島健二         | 1:03  |
| 6.        | 「LOVIN' YOU」      | 西村麻聡         | 西村麻聡                   | FENCE OF DEFENSE | 4:36  |
| 7.        | 「COME ON」         | 尾上文           | 西村麻聡                   | FENCE OF DEFENSE | 3:24  |
| 8.        | 「IN & OUT」        | RYO              | 北島健二、西村麻聡、山田亘 | FENCE OF DEFENSE | 4:17  |
| 9.        | 「GOOD NIGHT」      | 早咲めぐみ       | 西村麻聡                   | FENCE OF DEFENSE | 4:09  |
| 10.       | 「Bye Bye, GIRL」   | RYO              | 北島健二、西村麻聡、山田亘 | FENCE OF DEFENSE | 3:42  |
| 11.       | 「時の河」          | FENCE OF DEFENSE | 西村麻聡                   | FENCE OF DEFENSE | 3:52  |
| 合計時間: | 合計時間:           | 合計時間:        | 合計時間:                  | 合計時間:        | 43:46 |

## 楽曲解説
1. DON'T LOOK BACK
  - 12thシングル。
  - ちなみにこの曲が『横山光輝 三国志』のOPとして流れた際、スタッフロールにはRYOは実際は作詞を手がけたが、RYOは作曲者としてクレジットされていた。
2. I'm so glad
3. VIOLET SONG
  - リミックスアルバム『f.o.d. new master trax II』にはリミックスバージョンが収録されている。
4. STANDING ALONE
  - 12thシングル『DON'T LOOK BACK』のカップリング曲。
5. RIDE
6. LOVIN' YOU
  - リミックスアルバム『f.o.d. new master trax II』にはリミックスバージョンが収録されている。
7. COME ON
  - この楽曲は本作に収録されたバージョンの他に、LIVE演奏とラジオ放送されたのみの歌詞が全く違うバージョンがある。内容は当時の第2次バンドブームを痛烈に皮肉った詞で、当時のファンクラブの会報に全文が掲載されたが、その後は本作に収められたバージョンしか演奏されていない。
  - ベストアルバム『GREAT FREAKERS BEST 〜FENCE OF DEFENSE 1987-2007〜』にも収録されているほか、リプロダクションアルバム「FENCE OF DEFENSE 20th Anniversary RE-PRODUCT 1987-1992』にはリプロダクションバージョンが収録されている。
8. IN & OUT
9. GOOD NIGHT
10. Bye Bye, GIRL
11. 時の河
  - 11thシングル。この楽曲と劇中での音楽を作曲するにあたり、西村は原作コミック全60巻を読破。この楽曲の歌詞はバンドで手掛けており、三国志の世界観をイメージした内容になっている。

## 演奏
- 西村麻聡：Vocal, Bass, Synthesizer, Piano
- 北島健二：Guitar, Backing Vocal
- 山田わたる：Drums, Percussion, Backing Vocal
- 設楽篤志：Synthesizer Operator